# Батыково
Батыково — деревня в составе Ненашкинского сельского поселения Клепиковского района Рязанской области в 13 км к северу от города Спас-Клепики.
В исторических документах встречается как деревня Батуково (Бутыково) при озере Белом.
Происхождение названия: тюрк. батаг, батак — болото, топь, трясина; др. — тюрк. батыг — «низкое, влажное место, низина».

## Население
| 2010 |
| ---- |
| 18   |